# 加茂幸子
加茂 幸子（かも さちこ、1926年2月11日 - 2003年10月28日）は、東京都目黒区出身の女子テニス選手。青山学院高等女学部卒業。第2次世界大戦終戦直後の時代に、日本の女子テニス選手の草分けとして活躍した。全日本テニス選手権の女子シングルスに6連覇を含む「8勝」を挙げ、日本人女性として初めて4大大会の女子シングルスに出場した名選手である。
加茂家は名門の「テニス一家」として有名で、4人兄弟全員が日本を代表するテニス選手となった。長女・純子（1923年 - 2003年）／次女・幸子／長男・礼仁（れいじん）／次男・公成 の家族構成で、幸子は2番目の子供であった。9歳の時から、姉の純子と一緒に父親の手ほどきでテニスを始める。1940年（昭和15年）の全日本テニス選手権女子ダブルス部門で、姉の純子とペアを組んで初優勝。第2次世界大戦の激化にともない、全日本選手権は1941年と、1943年-1945年に開催が中止されたが、1942年は大会が行われ、幸子は大浦直子と組んで女子ダブルス2勝目を記録する。終戦後、1946年から全日本選手権も再開され、幸子は1946年から1951年まで女子シングルス6連覇を達成した。その間、1948年から1950年まで女子ダブルスにも3連覇を達成し、通算5勝を記録する。女子シングルスでは1953年と1955年にも優勝し、全日本選手権では歴代2位となる「8勝」の優勝記録を残した。混合ダブルスでは1949年と1950年、1955年の3度優勝しているが、パートナーはいずれも末弟の公成であった。
日本人の女子テニス選手による4大大会挑戦の歴史は、1952年（昭和27年）の全米選手権に初参加した加茂幸子から始まる。初めての全米選手権では、加茂は1回戦でジュリア・サンプソン（アメリカ）に 10-12, 4-6 で敗退した。それから2年後、1954年に加茂は日本人女性として初のウィンブルドン選手権出場を果たし、3回戦まで進出した。同年に全米選手権に2年ぶり2度目の出場をした時も、第8シードのロイス・フェリックス（アメリカ）との3回戦まで勝ち進んでいる。加茂は全豪選手権や全仏選手権への出場はないが、こうして日本人の女子テニス選手が世界4大大会に挑戦する最初の道を切り開いた。その翌年、1955年の全米選手権では末弟の公成が、男子ダブルス部門で宮城淳とペアを組んで優勝した。
日本テニス界の開拓者となったテニス一家の「加茂家」は、2003年3月31日に長女の純子が80歳の誕生日に亡くなり、7ヶ月後の10月28日に次女の幸子も77歳で逝去した。弟の公成も2017年1月6日に逝去した。

## 家族
- 父・加茂国夫 ‐ 東京朝日新聞校閲部[1][2]
- 姉・中牟田純子 ‐ 中牟田喜一郎の妻。テニス選手
- 弟・加茂礼仁  ‐ テニス選手
- 弟・加茂公成  ‐ テニス選手